# Rotbauch-Blauschnäpper
Der Rotbauch-Blauschnäpper (Niltava sundara) ist eine in Süd- und Südostasien verbreitete Vogelart aus der Familie der Fliegenschnäpper (Muscicapidae). Andere Namen für diese Art lauten Schwarzkehlniltava oder Rotbauchniltava.

## Merkmale

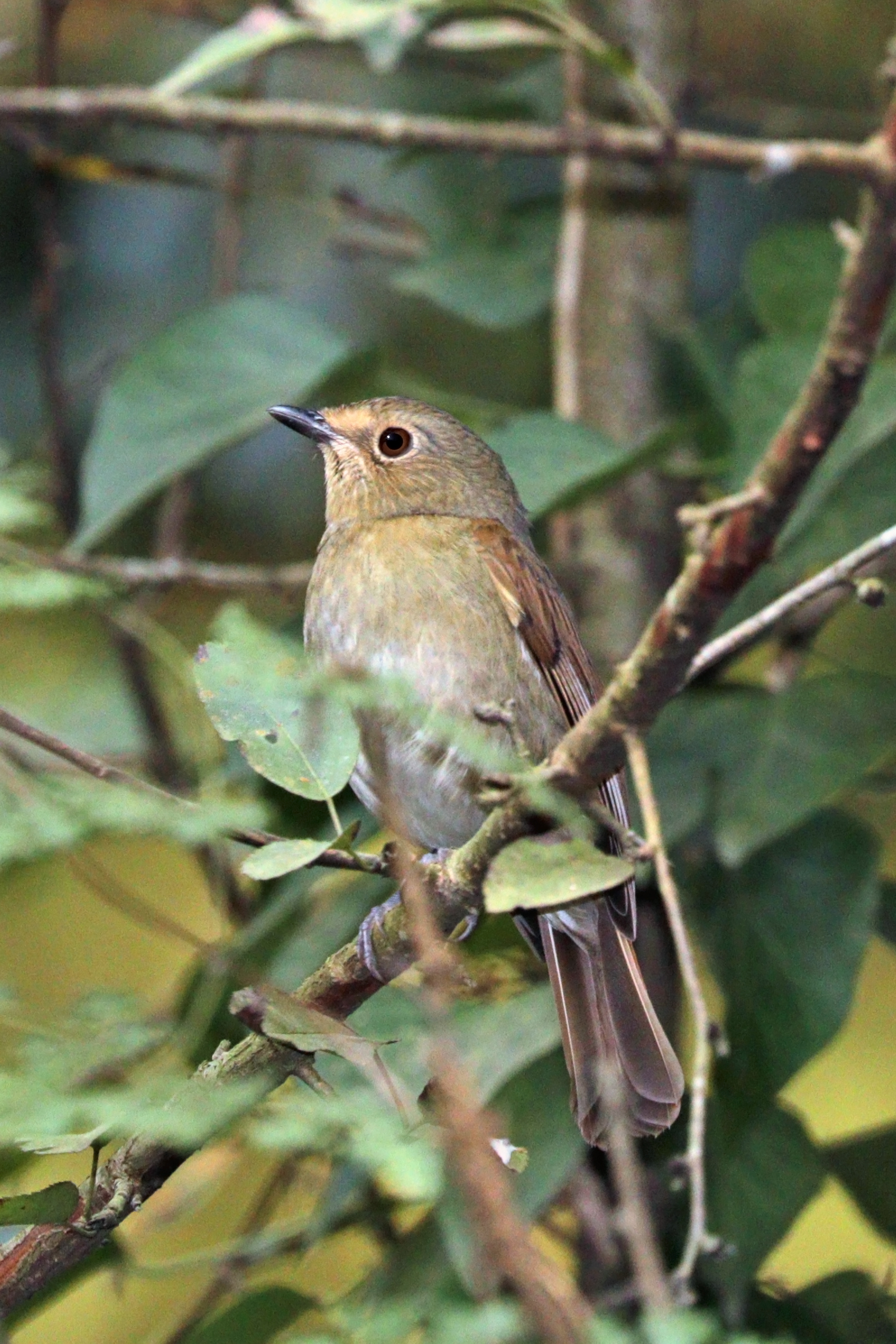
Weiblicher Rotbauch-Blauschnäpper

Der Rotbauch-Blauschnäpper ist ein recht großer, stämmig wirkender Vertreter der Fliegenschnäpper, der ausgewachsen eine Größe von 15 bis 18 cm und ein Gewicht zwischen 19 und 24 g erreichen kann. Die Kopfform ist rundlich, der Hals wirkt eher schmal. Der Schwanz ist für einen Fliegenschnäpper verhältnismäßig kurz. Der kurze, flache Schnabel mit breiter Basis endet in einem kleinen, abwärtsgebogenen Haken. Hinsichtlich der Gefiederfärbung liegt bei der Art ein ausgeprägter Sexualdimorphismus vor, wobei die Männchen deutlich farbenprächtiger sind als die Weibchen. Männliche Vögel sind an Stirn, Haube und Nacken leuchtend ultramarinblau gefärbt. Von den Zügeln über das Kinn bis zum oberen Brustbereich zeigt das Gefieder je nach Individuum eine kräftig schwarze bis blau-schwarze Färbung, die sich auch an Mantel und Rücken wiederfindet. An den Seiten des Halses findet sich ein schmaler, irisierend kobaltblauer Fleck. Der Bürzel ist tief blau, das zum Rumpf und an den Steuerfedern in einen etwas helleren Blauton übergeht. Der Flügel ist mehr oder weniger einheitlich dunkelblau gefärbt, mit leichter Tendenz zu etwas dunkleren Handschwingen. Hiervon abgesetzt ist lediglich ein auffälliger, kobaltblauer Fleck an den Armdecken. Untere Brust, Bauch und Seiten bilden in hellem Orangerot einen starken Kontrast zu den dunklen Tönen der Oberseite. Das Weibchen ist an Kopf und Oberseite gräulich olivbraun, mit etwas dunkleren Zügeln, Kehle und Kinn. An beiden Seiten des Halses findet sich ein blassblauer Fleck, der zur Brust in einen weißen Streifen oder Fleck übergeht. Dieser kann in seiner Ausprägung von Vogel zu Vogel variieren, bei manchen Exemplaren ist er kaum sichtbar. Die Brust ist wie die Oberseite gefärbt, zum Bauch hin wird das Olivbraun heller und geht zunehmend in ein schmutziges Grau oder bräunliche Weißtöne über. Die Flügel zeigen eine ähnliche Grundfärbung wie der Rücken, durch rotbraune Säume wirken sie jedoch allgemein dunkler. Verstärkt wird dieser Eindruck durch fast schwarze Innenfahnen der Schwungfedern. Die Steuerfedern sind olivbraun mit breiten, matt rötlichen Säumen. Die unbefiederten Beine und Füße beider Geschlechter sind gräulich braun bis hornfarben gefärbt. Der Schnabel ist schwarz, die Iris des Auges zeigt ein dunkles Braun.
Juvenile Exemplare beiden Geschlechts entsprechen in ihrem Aussehen weitestgehend dem der adulten Weibchen, haben jedoch braune, hell rostbräunliche Flecken an Rücken und Mantel und ein hellbraun und schwarz geschupptes Bauchgefieder. Der bei den ausgewachsenen Weibchen weiße Fleck an der Brust ist bei ihnen noch eher gelblich. Der Unterschied zwischen den Geschlechtern kann im Jugendkleid an Flügeln und Schwanz ausgemacht werden. Bei männlichen Vögeln finden sich hier bereits Ansätze des blauen Gefieders der Adulten, während sich bei Weibchen kräftige, braune Farbtöne zeigen.

## Habitat und Lebensweise
Rotbauch-Blauschnäpper sind Waldbewohner, ihr natürlicher Lebensraum ist der buschige Unterwuchs immergrüner oder laubwechselnder Primärwälder. Die Art kommt jedoch auch gut mit stark verändertem Sekundärwald zurecht. Vor allem in den Wintermonaten leben die Vögel eher solitär, bilden bei der Nahrungssuche gelegentlich aber auch Paare oder schließen sich gemischten Schwärmen mit Vertretern anderer Arten an. Rotbauch-Blauschnäpper sind vornehmlich Lauerjäger, die regungslos an einer Sitzwarte auf vorbeikommende Beute warten. Dabei handelt es sich vor allem um kleine Wirbellose wie Käfer oder Ameisen, die in kurzen, schnellen Verfolgungsflügen oder durch einen Sturz zum Boden gegriffen werden. Ergänzt wird der Speiseplan durch Insektenlarven sowie kleine Früchte und Beeren. Der Gesang der Art ist ein hohes Trillern, das in etwa wie sweeee-eh tri-tri-tr-tih klingen soll. Als Alarmruf dient ein heiseres tr-r-r-tchik.

## Fortpflanzung
Die Brutzeit liegt in den Monaten von April bis August. Das Nest, das aus Moos, Blättern, Farnen und Wurzelfasern besteht, wird im dichten Buschwerk oder in hohlen Baumstümpfen oder Erdwällen versteckt. Es werden typischerweise vier rostbraun gefleckte Eier darin abgelegt, die von beiden Altvögeln bebrütet werden. Nach circa 12 bis 13 Tagen schlüpfen die Jungvögel, die anschließend für weitere 16 bis 17 Tage im Nest verbleiben. Die Nachkommen werden von beiden Elterntieren versorgt. Der Rotbauch-Blauschnäpper gehört zu den Arten, die von Brutparasitismus durch Kuckucke wie zum Beispiel den Pfeifkuckuck (Hierococcyx nisicolor) betroffen sind.

## Verbreitung und Gefährdung

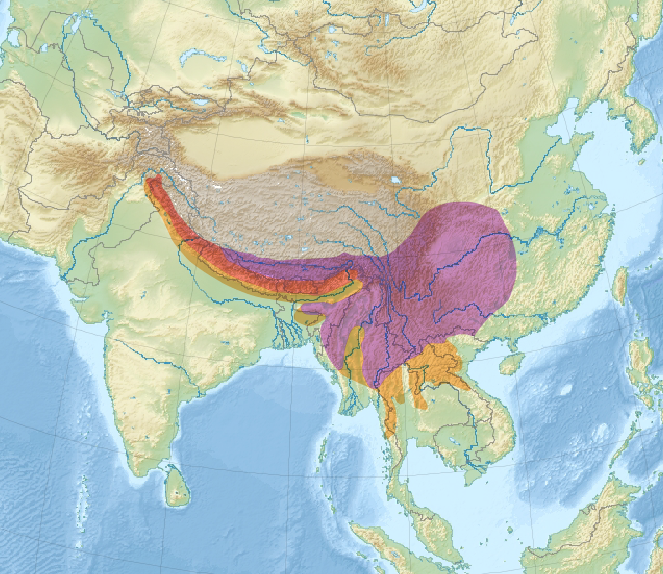
Verbreitungsgebiet des Rotbauch-Blauschnäpper
Ganzjähriges Vorkommen
Brutgebiete
Nicht-Brütend

Der Rotbauch-Blauschnäpper ist ein Hochlandbewohner, dessen Verbreitungsgebiet sich von Nordpakistan als schmales Band über die südlichen Ausläufer des Himalaya-Gebirges erstreckt und sich in Richtung Osten bis nach Zentral-China immer mehr verbreitert. Als Wintergäste sind die Vögel außerdem in den nördlichen und westlichen Regionen Südostasiens anzutreffen, hier finden jedoch zumeist keine Brutvorgänge statt. Der Rotbauch-Blauschnäpper ist ein Teilzieher, vor allem nördliche und östliche Populationen migrieren nicht, während der Rest der Art circa von November bis März aus dem Himalaya in tiefergelegene Regionen wandert. Die Brutgebiete liegen in der Regel auf Höhenlagen zwischen 1500 und 3200 m, während außerhalb der Brutzeit Gebiete bis hinab auf etwa 450, sehr selten auch bis knapp 250 m über dem Meer besiedelt werden können.
Der Rotbauch-Blauschnäpper gilt vor allem in Nepal, Bhutan und Nordindien als vergleichsweise häufiger Vogel. Seltener ist die Art in Pakistan und China, während der Status in weiten Teilen Südostasiens nur schlecht erforscht ist. Vor allem aufgrund ihres großen Verbreitungsgebiets stuft die IUCN diese Art mit Stand 2016 als „nicht gefährdet“ (Status least concern) ein. In einigen Regionen Indiens wurde der Rotbauch-Blauschnäpper traditionell zum Zwecke des Verzehrs und wegen seiner Federn bejagt, was in geringem Umfang auch heute noch von einigen Bevölkerungsgruppen praktiziert wird.

## Systematik
Die Erstbeschreibung des Rotbauch-Blauschnäppers stammt aus dem Jahr 1837 und geht auf den britischen Naturforscher Brian Houghton Hodgson zurück. Der Holotyp ist ein Exemplar aus Nepal. Gemeinsam mit der neuen Art beschrieb Hodgson auch die neue Gattung Niltava, deren Typusart der Rotbauch-Blauschnäpper darstellt. Als wissenschaftlichen Namen der neuen Art wählte Hodgson das Binomen Niltava sundara, wobei der Artzusatz aus dem Hindi stammt und in etwa „schön“ oder „bewundernswert“ bedeutet. In der Vergangenheit wurde die Art gelegentlich als konspezifisch mit den wohl eng verwandten Sumatra- (N. sumatrana) und David-Niltavas (N. davidi) betrachtet, wobei sich diese Auffassung nicht allgemein durchsetzen konnte. Innerhalb der Art werden drei Unterarten als gültig betrachtet, die vor allem anhand der Gefiederfärbung der Männchen unterschieden werden können:
- N. s. sundara Hodgson, 1837 – Die Nominatform kommt vom östlichen Himalaya bis nach Yunnan und Xizang in China sowie südwärts bis in den Westen und Süden Myanmars vor. Im Winter zieht diese Form vor allem in den Süden und Osten von Bangladesch.
- N. s. denotata Bangs & Phillips, JC, 1914 – Östliches Myanmar und Shaanxi, Hubei, Ost-Yunnan, Sichuan und Guizhou in China. In jüngerer Zeit auch im Nordwesten Vietnams nachgewiesen.[6] Verbringt die Wintermonate in Thailand und Nord-Indochina. Männchen sind an der Oberseite eher violett-blau statt ultramarin gefärbt. Das Weibchen zeigt kräftiger oliv-braune Gefiederpartien und einen rötlich-braunen Mantel.
- N. s. whistleri Ticehurst, 1926 – Nordpakistan und Nordindien. Männliche Exemplare besitzen eine deutlich blasser gefärbte Unterseite, während diese beim Weibchen leicht ins Gräuliche tendiert.